# Trois petites pièces (Holmès)
Pour les articles homonymes, voir Trois petites pièces.
Trois petites pièces est une suite de trois pièces pour flûte et piano d'Augusta Holmès, composée en 1896. 

## Présentation
Les Trois petites pièces pour flûte et piano d'Augusta Holmès sont composées en 1896 et publiées l'année suivante par Durand.
La partition est révélatrice du goût de la compositrice pour la musique populaire, source d'inspiration également présente dans les nombreuses mélodies d'Holmès.

## Structure
Le recueil comprend trois mouvements :
1. Chanson — Andantino à
2. Clair de lune — Andante à
3. Gigue — Allegro à quatre temps, noté

## Analyse
Selon la musicologue Florence Launay, Holmès célèbre dans ces pièces, particulièrement dans les mouvements extrêmes du cahier, Chanson et Gigue, ses « origines celtiques, par des intervalles mélodiques et des rythmes caractéristiques de la musique populaire irlandaise ».
La gigue, notamment, « jubilatoire, rythmée, un peu rustique évoquant une danse irlandaise », se caractérise par « son écriture virtuose très scandée au piano tandis que la flûte déroule des mélismes enjôleurs ».
La pièce centrale, Clair de lune, est pour sa part louée pour « son caractère nocturne, le piano y tenant un rôle déterminant et la flûte traçant une douce cantilène ».

## Discographie
- Compositrices à l'aube du XXe siècle, par Juliette Hurel (flûte) et Hélène Couvert (piano), Alpha 573, 2020[5].

### Monographies
- Michèle Friang, Augusta Holmès ou la gloire interdite : une femme compositeur au XIXe siècle, Autrement, 2003 (ISBN 2-7467-0298-3).
- Gérard Gefen, Augusta Holmès l'outrancière, Paris, Belfond, 1986, 276 p. (ISBN 2-7144-2153-9, BNF 34948779).
- (de) Nicole K. Strohmann, Gattung, Geschlecht und Gesellschaft im Frankreich des ausgehenden 19. Jahrhunderts : Studien zur Dichterkomponistin Augusta Holmes : mit Werk- und Quellenverzeichnis, 2012 (ISBN 978-3-487-14701-7).